# スケルトン (パズル)
スケルトンは、提示された単語を指定の枠に埋めるペンシルパズルの名称である。
クロスワードパズルとは異なり、あらかじめ入る言葉が指定されている。この単語には何らかの共通項を持たせることが多い。言葉を使用するが知識は必要としないパズルであり、このパズルをメインに置いた雑誌も複数の社から出版されている。

## 名称
スケルトンとは「骨組み」を意味する単語であり、盤面の形状からその名がつけられたと考えられる。英語ではCriss Cross（十字）、ドイツ語はKreuzgitter（格子のクロス）といったように、海外でも形状に即した名称がつけられている事が多い。

## ルール
- 枠の中に指定された単語が入る。
- 単語は上から下、左から右に入る。

## 例題
リストにあるウィキポータルの名前を白枠に入れてください。
```
■■■■■■■■■■■
■□□□■□■■■■■
■■□■■□■■■■■
■□□□□□■□□□■
■□■■■□■■■□■
■□□□□□□□□□■
■■■■■■■■■□■
■■□□□□□□□□■
■■■■■■■■■■■
```

リスト
- 3文字
  - アニメ
  - カガク
  - ニホン
  - レキシ
- 5文字
  - カンキョウ
  - キョウイク
  - ショクブツ
- 8文字以上
  - ブタイゲイジュツ
  - クラシックオンガク

例題の解答
```
アニメ■キ■■■■
■ホ■■ョ■■■■
カンキョウ■レキシ
ガ■■■イ■■■ョ
クラシックオンガク
■■■■■■■■ブ
■ブタイゲイジュツ
```

## スケルトンコンテスト
パズル雑誌の企画などで、スケルトンを作成するコンテストが行われることがある。
ルール
- 提示された語群の単語を用い、スケルトンを作成する。
- 大きさは規定の範囲内。

- 全体はひとつにつながっていなくてはならない。
- リストにない文字の並びができてはいけない。
- 一部のリストを入れ替えてもスケルトンが完成するようではならない。

評価の決め方には以下のような物がある。
- 入れた単語の数、又は文字数。
- あらかじめ各単語に設定された点数の合計。

例1
パズル通信ニコリで毎号行われているスケルトンコンテストは、15×15のマスの中に提示された40個の単語を詰めて、各単語に設定されている数値の合計が大きくなるようにする。
例2
第11回世界パズル選手権では、フィンランドの国土を模した盤面に同国の都市名を入れ、できるだけ単語が交差するマスを多くする問題が出題された。
コンペティティブ・ペーシェンスの一種に当たる。